# Schlacht bei Nördlingen
Frankfurt – Magdeburg – Werben – Breitenfeld – Bamberg – Rain – Wiesloch – Alte Veste – Lützen – Hessisch Oldendorf – Steinau – Liegnitz – Regensburg – Nördlingen
Die zweitägige Schlacht bei Nördlingen war eine der Hauptschlachten des Dreißigjährigen Krieges; ihr Ausgang hatte bedeutende Folgen für den weiteren Verlauf des Krieges. Die Schlacht begann am 26. Augustjul. / 5. September 1634greg. und wurde ausgetragen zwischen zwei schwedischen Heeren einerseits, unter Führung der Feldherren Bernhard von Sachsen-Weimar und Gustaf Horn, und, als deren Gegnern, drei verbündeten Heeren unter Führung des Oberbefehlshabers des kaiserlichen Heeres Erzherzog Ferdinand, König von Ungarn, des Kardinalinfanten Ferdinand von Spanien als Befehlshaber eines spanischen Heeres und des Kurfürsten von Bayern Maximilian als Befehlshaber des bayerischen Heeres der Katholischen Liga.
Nachdem der schwedische König Gustav Adolf in der Schlacht bei Lützen im November 1632 ums Leben gekommen war, besiegelte die totale Niederlage der Schweden in der Schlacht bei Nördlingen den Verlust der schwedischen Machtstellung im Dreißigjährigen Krieg. Die Niederlage der Schweden hatte weitreichende territoriale und strategische Folgen und führte zu neuen Bündnissen, zum Prager Frieden und zum aktiven Eintritt von Frankreich in den Krieg an der Seite der geschwächten Schweden.

## Übersicht
Die Schlacht bei Nördlingen begann gut einen Monat nach dem misslungenen Versuch der beiden an der Schlacht beteiligten schwedischen Heere, die Rückeroberung der Stadt Regensburg durch ein kaiserlich-bayerisches Heer zu verhindern. Der Misserfolg der beiden schwedischen Feldherren Bernhard von Sachsen-Weimar und Gustaf Horn hatte mit dem mühsamen Marsch von Regensburg zurück in die Nähe von Nördlingen geendet. Danach waren die schwedischen Heere dezimiert und erschöpft.

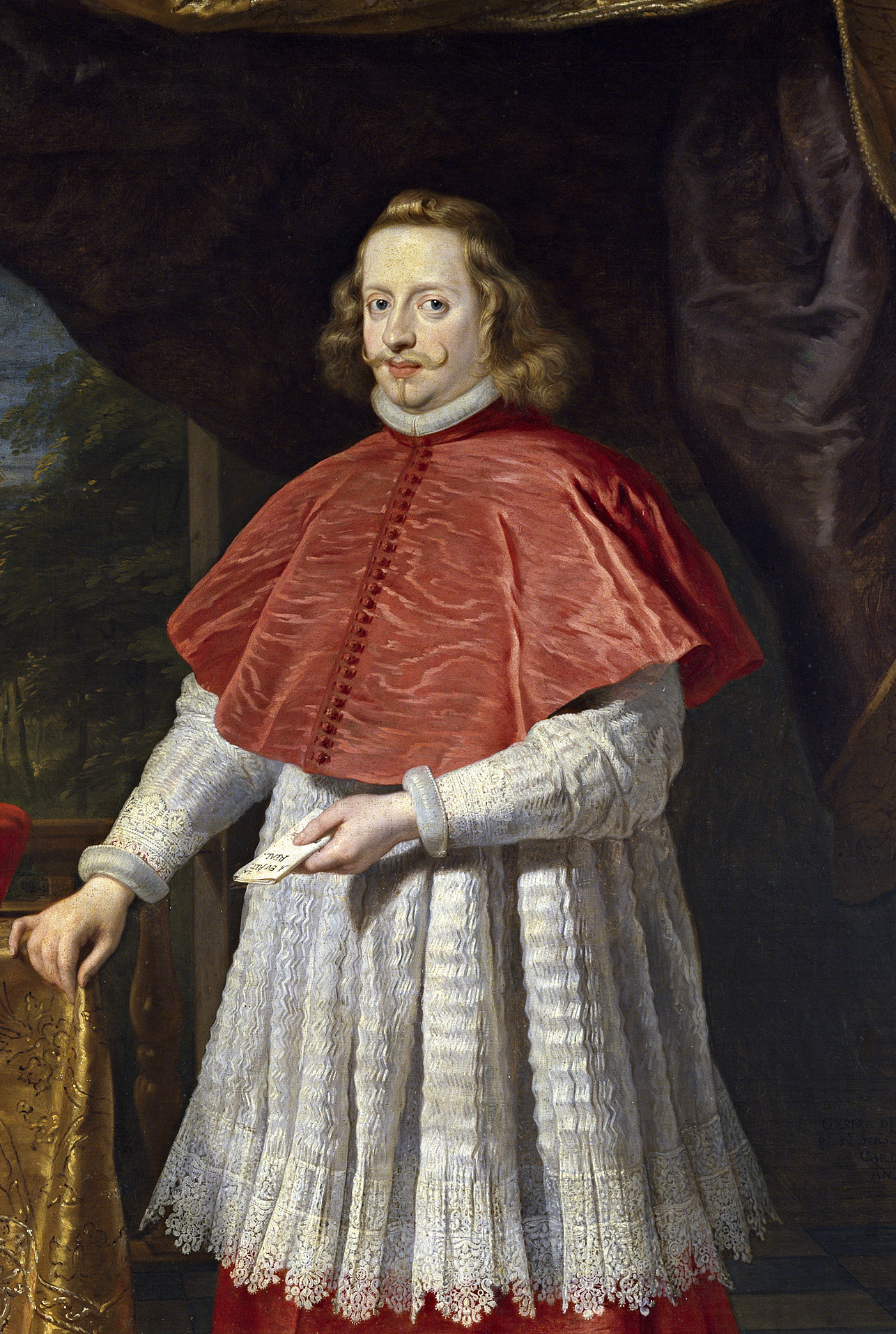
Ferdinand von Spanien als Kardinalerzbischof von Toledo, Gemälde von Gaspar de Crayer

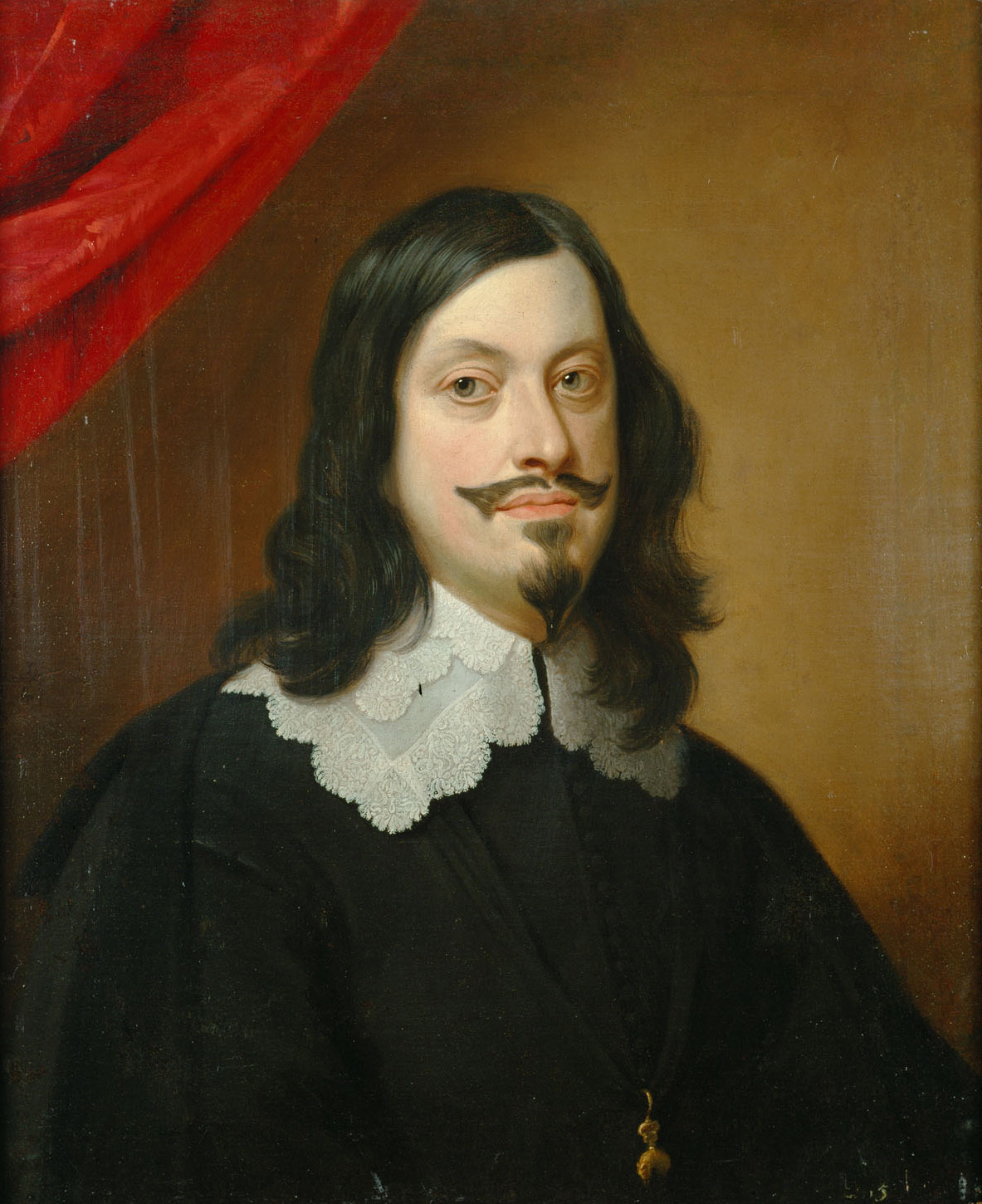
Erzherzog Ferdinand, König von Ungarn, ab 1637 Kaiser Ferdinand III, Ölgemälde von Jan van den Hoecke, 1643

Dagegen konnte das bei Regensburg erfolgreiche kaiserlich-bayerische Heer unter Führung von Erzherzog Ferdinand König von Ungarn, dem späteren Kaiser Ferdinand III., bereits mit der Belagerung von Nördlingen beginnen und wurde zusätzlich auch noch durch spanische Truppen unter Führung des Kardinalinfanten Ferdinand von Spanien verstärkt. Auf schwedischer Seite musste man im Lager bei Bopfingen auf Verstärkungen warten, die nicht eintrafen.
Versuche der Schweden, die Belagerung von Nördlingen aufzubrechen, hatten keinen Erfolg und führten dann zu der Schlacht, die eine der wenigen Schlachten im Dreißigjährigen Krieg war, die sich über zwei Tage erstreckte. Nach Anfangserfolgen wurde der schwedische Angriff um Mitternacht des 5. September 1634 abgebrochen und am Morgen des 6. September fortgesetzt. Zeitverluste beim Anmarsch, Unstimmigkeiten zwischen den schwedischen Feldherren und daraus resultierende strategische Fehler, die starke Kampfkraft der spanischen Truppen, aber auch unglückliche Zufälle und in erster Linie die von den schwedischen Befehlshabern stark unterschätzte zahlenmäßige Überlegenheit der Truppen der katholischen Seite führten zu einem überwältigenden Sieg der katholischen Verbündeten über die Schweden und ihre protestantischen deutschen Verbündeten.
Der Sieg bedeutete für die Schweden nicht nur den fast vollständigen Verlust der beiden beteiligten Heere mit der gesamten Ausrüstung, sondern führte für die Schweden auch zum territorialen Verlust von Süddeutschland und Franken. Nach ihrer Niederlage verloren die Schweden auch das mit ihnen verbündete Kursachsen, das im Folgejahr mit dem Kaiser den Prager Frieden schloss. Der Abschluss dieses Teilfriedens ohne Berücksichtigung schwedischer Interessen führte zum Eintritt von Frankreich in den Krieg auf Seiten der Schweden und zum blutigsten Kapitel des Dreißigjährigen Krieges.

## Die zwei Monate vor der Schlacht
Im Juli 1634 waren zwei schwedische Heere mit Feldmarschall Gustaf Horn und Herzog Bernhard von Sachsen-Weimar in Augsburg aufgebrochen, um die Belagerung der von schwedischen Truppen besetzten Stadt Regensburg durch ein kaiserlich-bayerisches Heer zu beenden. Fehlende Informationen über die bedrohliche Lage in Regensburg und unterschiedliche strategische Vorstellungen der beiden schwedischen Feldherren führten zu Zeitverlusten beim Anmarsch. Als die Schweden am 30. Juli nach Eroberung und mehrtägiger Plünderung von Landshut zum Weitermarsch aufbrachen, erfuhren sie kurz vor Erreichen von Regensburg, dass die Stadt bereits am 26. Juli 1634 kapituliert hatte und die schwedischen Besatzungstruppen mit Kommandeur Lars Kagg abgezogen waren.

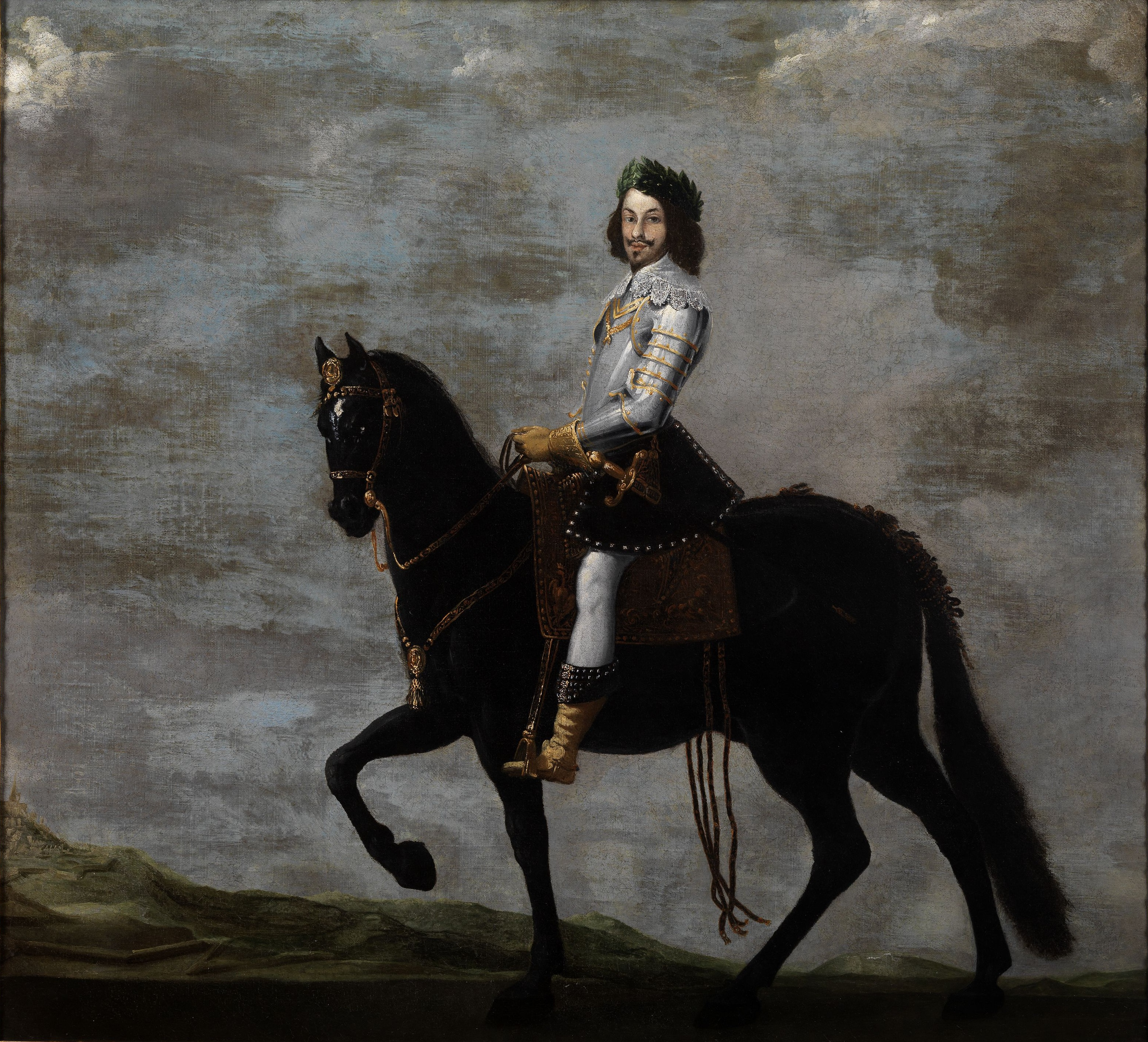
Erzherzog Ferdinand von Österreich, König von Ungarn

Der neue Oberbefehlshaber der kaiserlichen Armee König von Ungarn Erzherzog Ferdinand hatte mit der Rückeroberung von Regensburg seinen ersten großen militärischen Erfolg errungen und war bereits mit großen Teilen des kaiserlich-bayerischen Heeres am 21. Juli abmarschiert, um über Ingolstadt und das Nördlinger Ries nach Württemberg zu gelangen. Dort wollte man sich mit dem heranrückenden spanischen Heer unter dem Kardinalinfanten Ferdinand von Spanien vereinigen, um die Schweden vom Rhein zu vertreiben.

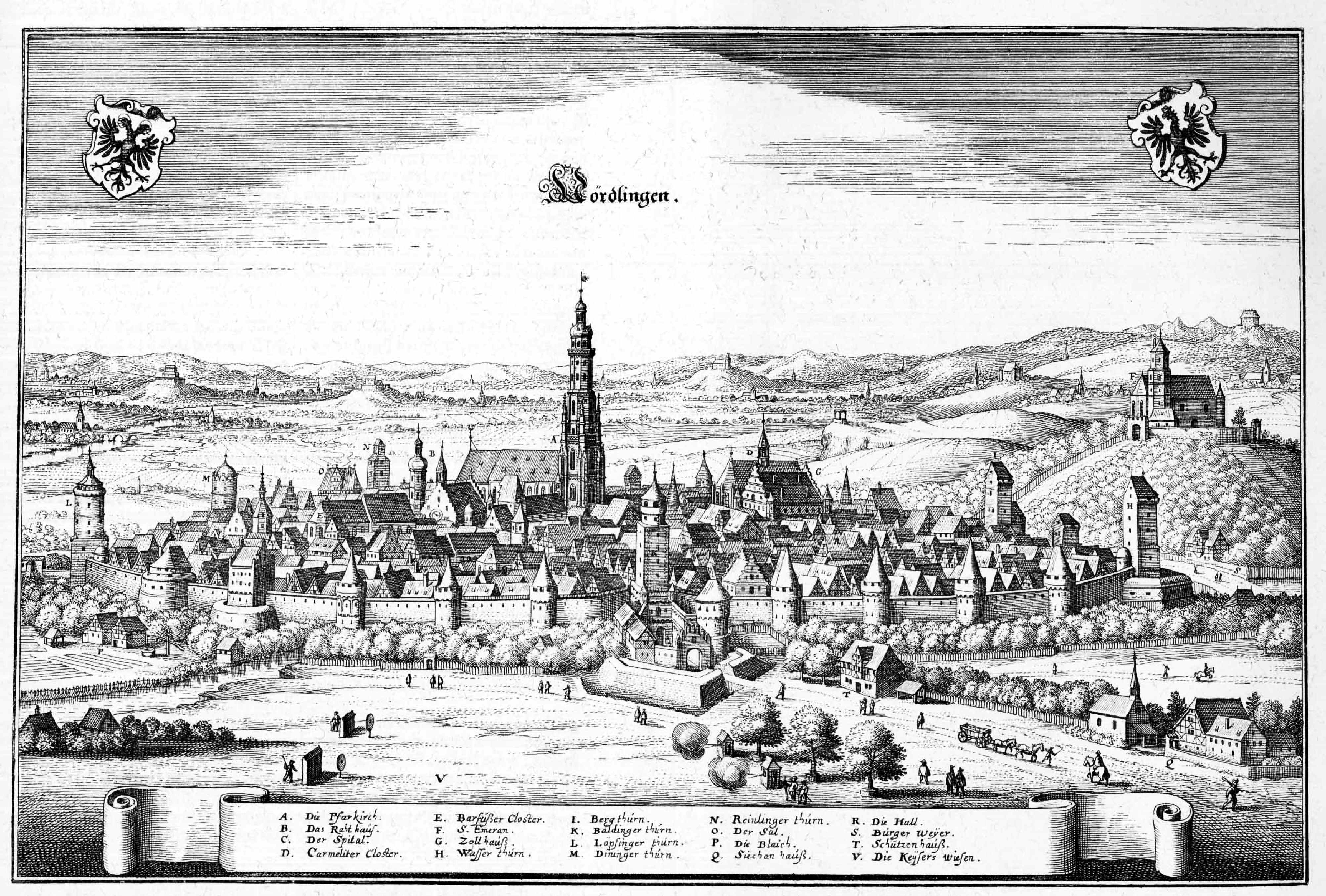
Nördlingen um 1650, Kupferstich von Matthäus Merian d. Ä.

Das schwedische Heer war gezwungen, nun ebenfalls nach Westen zurückzumarschieren, um den geplanten Zusammenschluss der feindlichen Heere zu verhindern. Der Rückmarsch erfolgte bei starkem Regen und war äußerst mühsam. Am 6. August erreichten die schwedischen Heere Augsburg völlig erschöpft und unter großen Verlusten an Material, Pferden und Mannschaften. Den Kommandeuren war klar, dass beide „zu Grunde verderbten Heere“ eine längere Ruhepause benötigten. So konnte die Eroberung der bisherigen schwedischen Quartiersstadt Donauwörth durch das kaiserlich-bayerische Heer am 16. August nicht verhindert werden. Am 18. August begannen kaiserlich-bayerische Truppen die Belagerung von Nördlingen. Die Stadt, in die sich die Bevölkerung der Umgebung geflüchtet hatte, wurde von 400 schwedischen Söldnern und 600 Stadtsoldaten verteidigt.

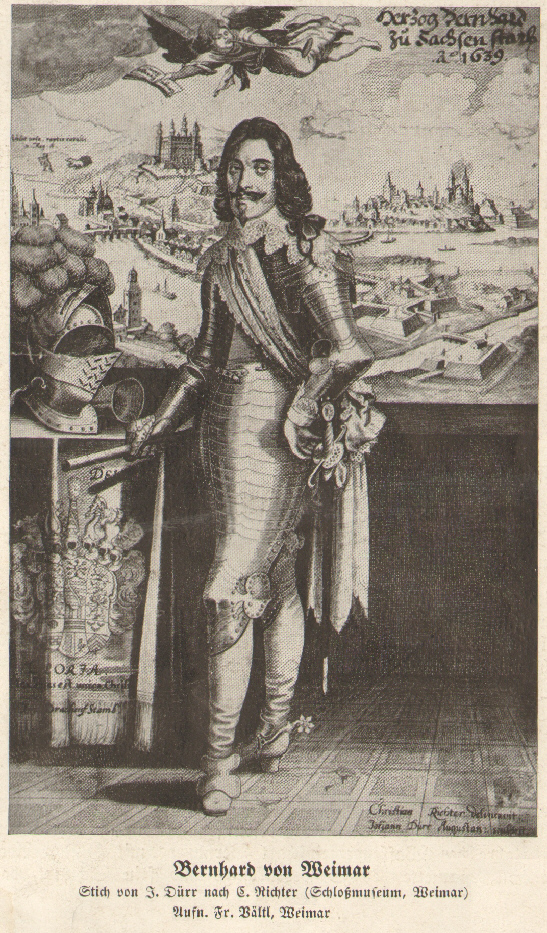
Bernhard von Sachsen-Weimar vor der Festung Marienberg (Würzburg)

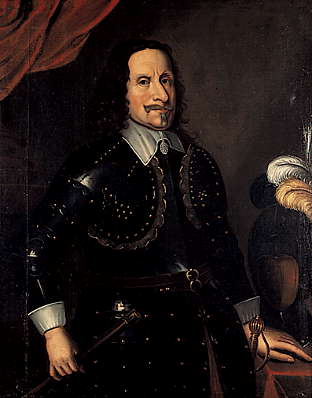
Gustaf Horn (schwedischer Feldmarschall)

Herzog Bernhard und Feldmarschall Horn waren vom schnellen Vordringen der feindlichen Truppen überrascht, erfuhren aber auch, dass sich Teile des Heeres nach Franken und Württemberg abgesetzt hatten, dort die von Schweden nur noch schwach geschützten Orte plünderten und die Heranführung von Verstärkungen behinderten. Am 23. August versammelten sich beide schwedischen Heere bei Bopfingen – 12 km westlich von Nördlingen – in einer Stärke von ca. 20.000 Mann. An Verstärkungen wurden aus Franken noch ca. 4.000 Mann unter dem Befehl von Johann Philipp Cratz von Scharffenstein erwartet, die dann aber erst am 5. September, dem ersten Tag der Schlacht, eintrafen. Das ebenfalls erwartete und auf 5.000 Mann geschätzte Korps des Rheingrafen Otto Ludwig von Salm-Kyrburg-Mörchingen, das am Oberrhein lag, verspätete sich und traf erst am zweiten Tag der Schlacht ein, als der Kampf für die Schweden bereits verloren war.

Peter Paul Rubens: Begegnung König Ferdinands von Ungarn mit dem Kardinalinfanten Ferdinand vor der Schlacht bei Nördlingen (Kunsthistorisches Museum Wien)

Das erwartete spanische Heer war über den Brenner, Innsbruck und München herangezogen und querte am 23. August bei Rain den Lech. Im belagerten Nördlingen hatte es bis zu diesem Tag schon 1.400 Tote gegeben. Auf Bitten der Einwohner und Flüchtlinge in Nördlingen begannen die schwedischen Truppen am 24. August Angriffe auf die kaiserlich-bayerischen Belagerungstruppen. Zwar wurden Erfolge erzielt, am Ende jedoch zogen sich die schwedischen Truppen aber wieder zurück, was die Verteidiger der Stadt enttäuschte. Grund für den Abbruch waren unterschiedliche Einschätzungen der beiden schwedischen Befehlshaber über die Erfolgsaussichten eines stärkeren Einsatzes. Zu diesem Zeitpunkt kam es nicht – wie von Herzog Bernhard gewünscht – zu einer Schlacht, obwohl die schwedischen Truppen den kaiserlich-bayerischen Truppen zu dieser Zeit zahlenmäßig noch nicht so stark unterlegen waren, wie es einige Tage später nach dem Eintreffen des spanischen Heeres der Fall war.
Nach weiteren heftigen Beschießungen von Nördlingen stand die Stadt kurz vor dem Fall, als am 3. September das spanische Heer eintraf. Am 4. September erfolgte ein Hauptangriff von bayerischen Truppen auf die entstandenen Mauerbreschen in der Stadtmauer von Nördlingen zwischen Berger und Reimlinger Tor. Mit Mühe konnten die Verteidiger sieben Angriffe abwehren. Am Ende des Tages kam man im schwedischen Lager bei Bopfingen zum Entschluss, schärfere Maßnahmen gegen die Belagerungstruppen einzuleiten, um die drohende Eroberung der Stadt zu verhindern. Um zugleich aber auch das Eintreffen der erwarteten Verstärkungen abwarten zu können, hatten die Befehlshaber Gustaf Horn und Herzog Bernhard eine defensive Strategie abgesprochen. Die Strategie lief darauf hinaus, nicht sofort eine große Schlacht zu beginnen, jedoch das zum Angriff bereite Heer dem Feind in einer nicht angreifbaren Position zu präsentieren. Das Hauptheer sollte eine erhöhte Position auf dem Arnsberg beim Ohrengipfel auf dem Rand des Nördlinger Rieses einnehmen. Von dort aus konnte man bis Nördlingen alles überblicken und der Nachschub für das eigene Heer war auch gesichert. Für das feindliche kaiserlich-bayerisch-spanische Heer war die Versorgung nicht gesichert, und deshalb würde für dieses große Heer eine Bedrohungssituation entstehen, die zumindest den Abzug des spanischen Heeres erzwingen würde, während man auf schwedischer Seite die Ankunft der erwarteten Verstärkungen abwarten könnte.

## Verlauf der Schlacht

### Der erste Tag der Schlacht
Der Aufbruch der schwedischen Armee erfolgte morgens am 5. September. Zum Anmarsch wurde eine Route über das 8 km südlich von Bopfingen gelegene Dehlingen gewählt, um sich von dort in nordöstlicher Richtung entlang der Straße nach Ulm und abgeschirmt durch einen Höhenzug, dem Lager der feindlichen Truppen auf dem erhöhten Schönefeld – ca. 7 km südlich von Nördlingen – zu nähern. Die Vorhut und das Hauptheer unter Herzog Bernhard folgten einer Route ohne Steigungen und trafen am Nachmittag zwischen Ederheim und Holheim auf Vorposten der kaiserlich-spanischen Armee. Das überraschende Auftauchen der schwedischen Truppen wurde den Befehlshabern der feindlichen Armee auf dem Schönefeld – ca. 4 km östlich von Ederheim – gemeldet. Unterstützt von eiligst eingeleiteten Angriffen der Kavallerie gelang es kaiserlich-spanischen Truppen gerade noch, die zwei westlich des Heerlagers gelegenen, markanten Erhebungen in der Ebene zwischen den Flüsschen Eger und Rezenbach mit jeweils ca. 500 Mann Infanterie zu besetzen, bevor die schwedischen Truppen dort Fuß fassen konnten. Damit waren die feindlichen Heere durch diese beiden nah benachbarten Erhebungen – der nicht bewaldete, felsige Albuch-Hügel und der bewaldete Heselberg – getrennt, und damit erhielten diese beiden Erhebungen eine strategisch wichtige Bedeutung.
Anschließend entwickelten sich von leichter Artillerie und Musketieren unterstützte Kavalleriekämpfe, an denen auf beiden Seiten bis zu 6.000 Reiter beteiligt waren. Bis abends um 18 Uhr gelang es den schwedischen Truppen, in der nordwestlich von Albuch und Heselwald liegenden Ebene Fuß zu fassen und dort die erhöhten Positionen Lachberg, Himmelreich und Ländle durch nachrückende Fußtruppen zu sichern. Durch die unter dem alleinigen Kommando von Herzog Bernhard schnell und unvermutet erreichten Erfolge war eine Situation entstanden, die nicht zu der zwischen Horn und Herzog Bernhard abgesprochenen, defensiven Strategie passte. Feldmarschall Horn war mit seinen Truppen zu dieser Zeit noch gar nicht auf dem Schlachtfeld eingetroffen und Herzog Bernhard hatte eine Angriffsstrategie betrieben, die er zum Ende des Tages noch ausweitete. Noch vor Sonnenuntergang begannen mit Unterstützung von leichter Artillerie schwedische Angriffe mit ca. 4.000 Fußsoldaten auf den bewaldeten Heselberg, der zu dieser Zeit ebenso wie der benachbarte Albuch-Hügel nur von schwachen spanischen Kräften besetzt war. Nach Beginn der schwedischen Angriffe wurden die schwachen Kräfte mehrmals verstärkt und später auch von spanischen Soldaten unter dem Kommando des Generals der Artillerie Don Giovanni Maria Serbelloni auf dem benachbarten Albuch unterstützt. Die Gegenwehr war so stark, dass die Truppen von Herzog Bernhard den Heselberg erst um Mitternacht vollständig besetzen konnte.
Um Mitternacht trafen die von Horn geführten Truppen mit der Nachhut und der schweren Artillerie auf dem Schlachtfeld ein. Der Anmarsch auf einer östlichen Route über den Arnsberg beim Ohrengipfel hatte sich verzögert, weil beim Abstieg in das Tal des Rezenbaches zwischen Ederheim und Hürnheim die Ordnung verloren gegangen war. Reiterei, Fußsoldaten und Artillerie waren in völlige Unordnung geraten und hatten sich gegenseitig behindert. Nach Erreichen des Schlachtfeldes konnten die Verbände wegen der Dunkelheit nicht mehr in die bereits abgeflauten Kämpfe um den Heselberg eingreifen und auch der benachbarte Albuch-Hügel konnte nicht mehr angegriffen werden.
Angesichts der eingetretenen Lage war die Defensivstrategie nicht mehr aktuell und beide Kommandeure fassten für den nächsten Tag die Erstürmung des Albuch-Hügels ins Auge. Davon konnte sie auch das Verhör des gefangengenommenen spanischen Offiziers Escobar nicht abbringen. Das Verhör ergab, dass man die Stärke des spanischen Heeres mit 14.000 Fußsoldaten und 3.500 Reitern hätte einschätzen müssen. Diese Angaben waren richtig, stießen aber bei Herzog Bernhard auf Unglauben. Er schätze die spanischen Truppen auf 5.000 Fußsoldaten und 2.000 Mann Reiterei und unterschätzte damit die Stärke der spanischen Truppen um 10.000 Mann drastisch.
Neuere Untersuchungen zu den Gesamtzahlen der an der Schlacht beteiligten Truppen ergeben für die schwedische Seite: 16.020 Mann Infanterie und 9.260 Mann Kavallerie, gesamt ca. 25.300 Mann. Für die katholische kaiserlich-bayerisch-spanische Seite: ca. 29.500 Mann Infanterie und ca. 19.450 Mann Kavallerie, gesamt ca. 50.000 Mann. Selbst wenn man Unsicherheiten in den Zahlen der katholischen Truppen berücksichtigt, ergibt sich noch ein Wert von ca. 42.000 Mann. Daraus ergibt sich eine Überzahl der katholischen Truppen von ca. 11.000 Mann oder ein Zahlenverhältnis von 1 schwedischen Soldaten auf 1,7 Soldaten der katholischen Seite.

### Der zweite Tag der Schlacht

#### Nächtliche Vorbereitungen und Aufstellungen der Truppen

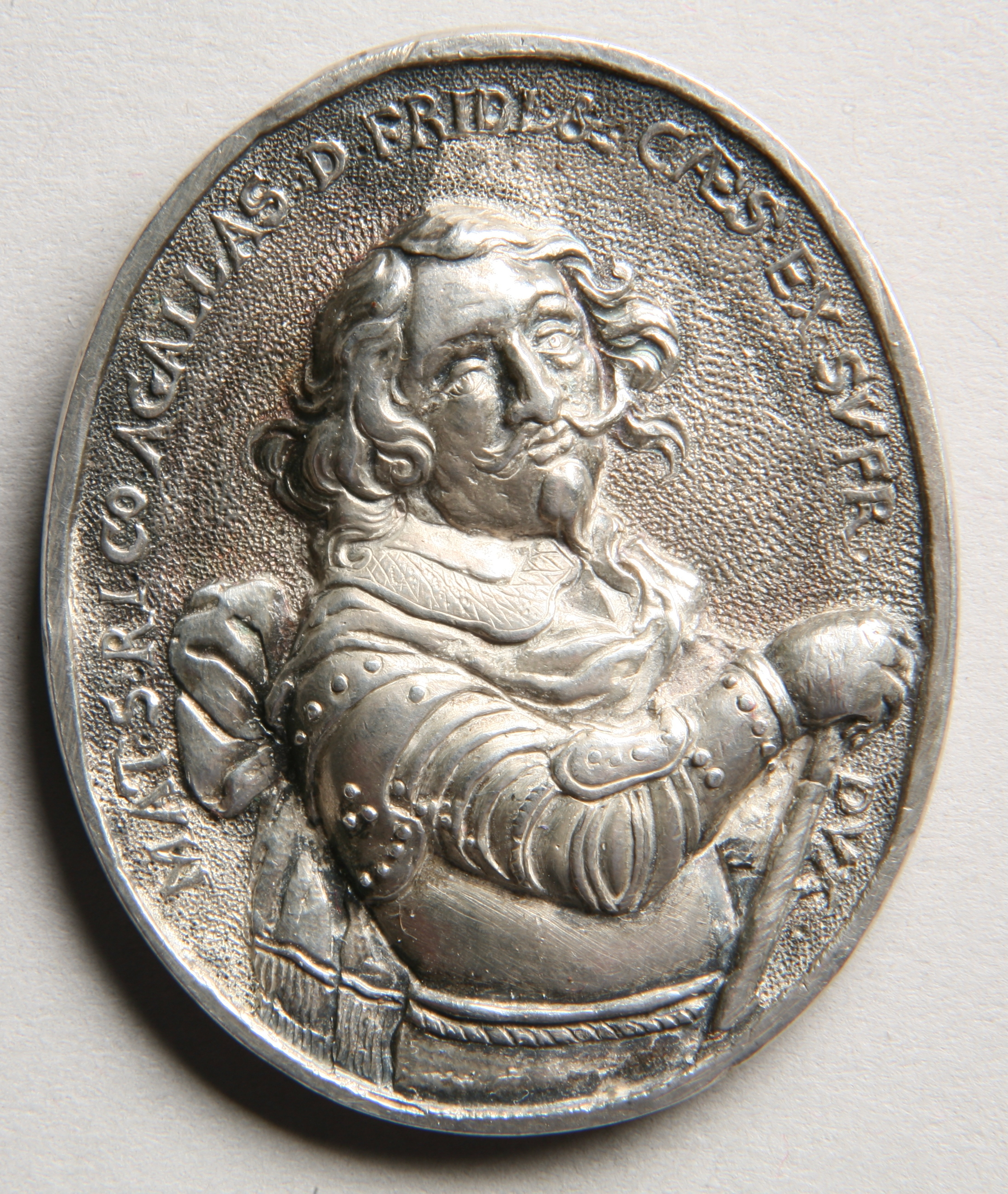
Matthias Gallas, kaiserlicher Generalleutnant

Nach dem Abbruch der schwedischen Angriffe nutzten spanische Truppen die restliche Nacht, um den felsigen Albuch-Hügel mit drei halbmondförmigen, durch Erdwälle geschützten Schanzen so zu befestigen, dass es die Kommandeure für möglich hielten, den Hügel gegen die erwarteten schwedischen Angriffe zu halten. Nach dem Verlust des Heselbergs waren die Spanier so niedergeschlagen, dass die Feldherren Erzherzog Ferdinand und Ferdinand von Spanien für die Habsburger und Karl IV. (Lothringen) für Bayern beschlossen, die Schanzen noch mit Geschützen zu bestücken, die Besatzungen mit bereitgestellter Kavallerie zu verstärken, hinter dem Albuch-Hügel einige spanische Reserveeinheiten in Stellung zu bringen und alle Truppen auf dem Albuch mit insgesamt 5.400 Mann Fußvolk und 2.700 Reitern dem Kommando von Matthias Gallas zu unterstellen. Auf schwedischer Seite unterschätzten beide Feldherren nicht nur die Anzahl der feindlichen Truppen, sondern auch das Ausmaß und die Wirksamkeit der von den Spaniern nachts auf dem Albuch gebauten Verteidigungsanlagen.
Ab 5 Uhr morgens wurden die abgebrochenen Kämpfe fortgesetzt. Ziel des schwedischen Hauptangriffs war die Eroberung des strategisch wichtigen Albuch-Hügels. Die dort gebauten drei Schanzen waren besetzt mit 3.900 Mann Infanterie aus allen drei Heeren der katholischen Seite, verstärkt von 2.700 Reitern und 14 Geschützen. Als Reserve waren nördlich hinter dem Albuch 1.500 Mann Infanterie eines spanischen Tercios unter Befehl von Don Martin de Idiaques y Camarena positioniert. Insgesamt standen 8.100 Mann zur Verfügung, ca. 1/5 der Gesamtarmee. Außerdem standen im Heerlager auf dem Schönefeld noch 6.000 Mann Reservetruppen zur Verfügung.
Die für den Angriff vorgesehenen schwedischen Truppen auf dem rechten Flügel unter Befehl von Feldmarschall Horn standen südlich vor dem Albuch-Hügel, im Westen beginnend beim Heselberg mit 5.020 Mann Infanterie, dann östlich fortgesetzt mit 4.850 Reitern. Insgesamt standen mit 9.700 Mann ca. 1/3 der Gesamtarmee zur Verfügung und damit eine ähnlich große Zahl wie auf feindlicher Seite. Dabei ist aber zu bedenken, dass bei Angriffen auf erhöhte, befestigte Stellungen mit erheblichen Verlusten gerechnet werden musste, die aus den schwachen schwedischen Reserven kaum gedeckt werden konnten, während den Verteidigern viele Reserven zur Verfügung standen.
Auf dem linken schwedischen Flügel standen die Truppen von Herzog Bernhard, im Westen beginnend bei Holheim mit 4.400 Mann in 10 Regimentern Kavallerie unter Taupadel, Cratz, Herzog Ernst von Sachsen Weimar und anderen Kommandeuren. Dann 3.150 Mann Infanterie mit Reitern, verteilt über den Nordhang des Lachberges bis hin zum Nordhang des Heselberges und im Heselwald selbst. Insgesamt standen hier mit 7.550 Mann etwas weniger als 1/3 der Gesamtarmee zur Verfügung.
Die Infanterie von Herzog Bernhard hatte die Aufgabe, den am Vortag eroberten Heselberg zu halten und von dort aus die Angriffe der Truppen von Horn auf den benachbarten Albuch zu unterstützen. Die Kavallerie sollte die ca. 1 km nördlich entfernt aufgestellten feindlichen Truppen aus ca. 5.000 Reitern unter Befehl von Isolani, Maximilian von Billehe und Johann von Werth und ca. 8.000 Mann Infanterie unter Gallas, Piccolomini und Don Giovanni Maria Serbelloni so bedrohen, dass sie nicht in die Angriffe der Horn-Truppen auf dem Albuch eingreifen konnten. Den schwedischen Feldherren war nicht klar, dass diese Truppen mit insgesamt 13.000 Mann fast doppelt so stark waren wie die Truppen, die Herzog Bernhard zur Verfügung hatte.

#### Schwedischer Angriff auf die mittlere Albuch-Schanze 5 – 8 Uhr
Der Beginn des Angriffs auf den Albuch verzögerte sich, weil Oberstleutnant Witzleben, der Kommandeur des Leibregiments von Feldmarschall Horn, einen Erkundungsritt von Horn am Fuß des Albuch-Hügels als den Beginn des Angriffs falsch interpretierte. Das Leibregiment verließ seine Stellung, wurde in ein Kavallerie-Gefecht verwickelt und so weit abgedrängt, dass Horn sein Leibregiment nur unter erheblichen eigenen Verlusten aus der misslichen Situation befreien konnte.

5–8 Uhr: Abwehr von schwedischen (blau) Angriffen des rechten Flügels (Feldmarschall Horn) auf die von kaiserlich-bayerisch-spanischen Truppen (rot) besetzte mittlere Albuch-Schanze. Ortsnamen Nord: Holheim, Herkheim, Süd: Ederheim, Hürnheim, Bach: Rezenbach

Nach erneuter Aufstellung der Truppen erfolgte der verspätete Angriff auf die mittlere Albuch-Schanze, ausgeführt von der schottischen Brigade unter Kommando von Oberst William Gunn, unterstützt von der Brigade Johann Vitzthum von Eckstädt, die bereits am Vortag an der Eroberung des Heselbergs maßgeblich beteiligt war. Bei dem Angriff wurde das kampfunerfahrene bayerische Regiment des Oberstleutnants Wurmser in der mit Geschützen bestückten mittleren Schanze völlig aufgerieben. Der erfolgreiche Angriff führte zunächst zur Vertreibung der Verteidiger der Schanze und zur Eroberung der Geschütze, wurde dann aber durch einen unglücklichen Zufall zu einer Niederlage für die Angreifer, als sich in der bereits eroberten Schanze eine Pulverexplosion ereignete. Die schwedischen Truppen verloren ihre Ordnung und wurden durch sofortigen Flankenangriff spanischer Kavallerie wieder aus der Schanze vertrieben. Horn hatte es versäumt, den Infanterieangriff mit eigener Kavallerie abzusichern und es gelang ihm auch nicht, die für kurze Zeit unbesetzte Schanze mit schnell nachgeführten Infanterietruppen wieder zu besetzen.
Stattdessen wurde die Schanze durch ein schnell herankommandiertes spanisches Tercio aus der Reserve mit ca. 1500 Mann unter Don Martin Idiaquez y Camarena wieder besetzt. Für den weiteren Verlauf des Kampfes um den Albuch-Hügel erwies sich diese schnelle Reaktion der spanischen Truppen als entscheidend. Den Truppen von Feldmarschall Horn gelang es in weiteren 15 Angriffen bis gegen Mittag nicht mehr, die mittlere Schanze von den kriegserfahrenen spanischen Truppen, die mit der Feuertaktik des Pelotonfeuers und mit bergabwärts gerichteten Gegenangriffen kämpften, zu erobern. Auch Unterstützung der Angriffe durch Einsatz der Kavallerie gegen die nördliche Rückseite des Albuchs führte nicht zu Erfolgen der Infanterieangriffe auf der Südseite. Alle Angriffe der schwedischen Kavallerie wurden von der Gegenseite gekontert, wobei sich mitten auf dem Bergplateau ein großes Kavallerie-Gefecht entwickelte, das noch vor 8 Uhr morgens durch das massive Eingreifen der kaiserlichen und bayerischen Kavallerie zum Nachteil der Schweden entschieden wurde.

8–10 Uhr: Angriffe von schwedischen Truppen (blau) des linken Flügels (Herzog Bernhard) auf die Linien von kaiserlich-bayerisch-spanischen Truppen (rot) bei Herkheim. Ortsnamen Nord: Holheim, Herkheim, Süd: Ederheim, Hürnheim, Bach: Rezenbach

#### Kämpfe auf der Nordseite des Albuch, 8 – 10 Uhr
Als sich der Schwerpunkt der Kämpfe auf die Nordseite des Albuchs verlagert hatte und dort eine für die Schweden missliche Lage entstanden war, kommandierte Herzog Bernhard die Infanteriebrigade unter Oberst Johann Jacob von Thurn mit 1.600 kampferprobten Veteranen dorthin, um die nördliche Albuch-Schanze, die von spanisch-neapolitanischen Truppen unter Gaspare Toraldo de Aragon verteidigt wurde, anzugreifen. Der erste Angriff begann sehr erfolgreich, wurde aber durch schnell herangeführte spanische Verstärkungen mit 1.300 Mann Musketieren gebremst. Der Angriff geriet ins Stocken und endete mit einem Rückzug der Thurn-Brigade zum nördlichen Rand des Heselwaldes, um dort das Eindringen nachrückender feindlicher Truppen in die strategisch wichtige Stellung zu verhindern. Als die Thurn-Brigade auch dort von Kavallerie angegriffen wurde und sogar die dort positionierten schwedischen Kanonen verloren gingen, versuchte Horn eine Unterstützung durch den Einsatz seines Leibregimentes. Auch Herzog Bernhard hatte auf dem linken Flügel gegen 8 Uhr Angriffe mit seiner Kavallerie begonnen, um die ihm dort gegenüber stehende feindliche Kavallerie zu binden. Alle Unterstützungsversuche aber waren vergeblich. Die erschöpfte und dezimierte Thurn-Brigade musste abgezogen und durch weniger erfahrene und bereits angeschlagene Truppen ersetzt werden. Dies war der Wendepunkt der Kämpfe, denn nun war die Initiative endgültig auf die spanische Seite übergegangen. Das war allein auf die im Verlauf der Kämpfe wachsende Überzahl der spanischen Truppen nördlich des Albuchs von anfänglich 900 Mann um 5 Uhr morgens auf 5.200 Mann gegen 10 Uhr zurückzuführen.

#### Einbruch spanisch-kaiserlich-bayerischer Truppen im Heselwald, 10 – 12 Uhr
Verstärkt durch bayerische Infanterie- und kaiserliche Kürassier-Regimenter eroberte die Überzahl spanischer Truppen die schwedischen Stellungen am Nordrand des Heselwaldes und begann den weichenden schwedischen Truppen auf dem Heselberg von Norden her und auch vom benachbarten Albuch aus nachzusetzen und nach und nach den Heselwald bergabwärts wieder in ihren Besitz zu bringen.
Die Infanterie von Horn konnte diese für die Truppen von Herzog Bernhard am Fuße des Heselwaldes gefährliche Bedrohung nicht mehr verhindern, weil seine Truppen nach 15 vergeblichen Anstürmen auf den Albuch bis zum Mittag um 12 Uhr stark dezimiert und völlig erschöpft waren. Feldmarschall Horn fasste jetzt den Entschluss, den Kampf abzubrechen und in Absprache mit Herzog Bernhard einen geordneten Rückzug zu beginnen. Der Plan sah vor, dass Herzog Bernhard mit seinen Fußtruppen die Artillerie-Stellungen auf dem Lachberg und dem Ländle halten und mit seiner Reiterei den Feind so lange in Schach halten sollte, bis Horn seine Truppen mit der Artillerie in der Ebene des Rezenbaches in westlicher Richtung nach Ederheim abgeführt hätte, um von dort den Arnsberg mit dem Ohrengipfel zu erreichen. Dann hätten die Truppen von Herzog Bernhard unter dem Schutz von Horns Artillerie auf dem Arnsberg ihren Rückzug antreten sollen.

#### Kämpfe auf der linken schwedischen Flanke, 8 – 12 Uhr

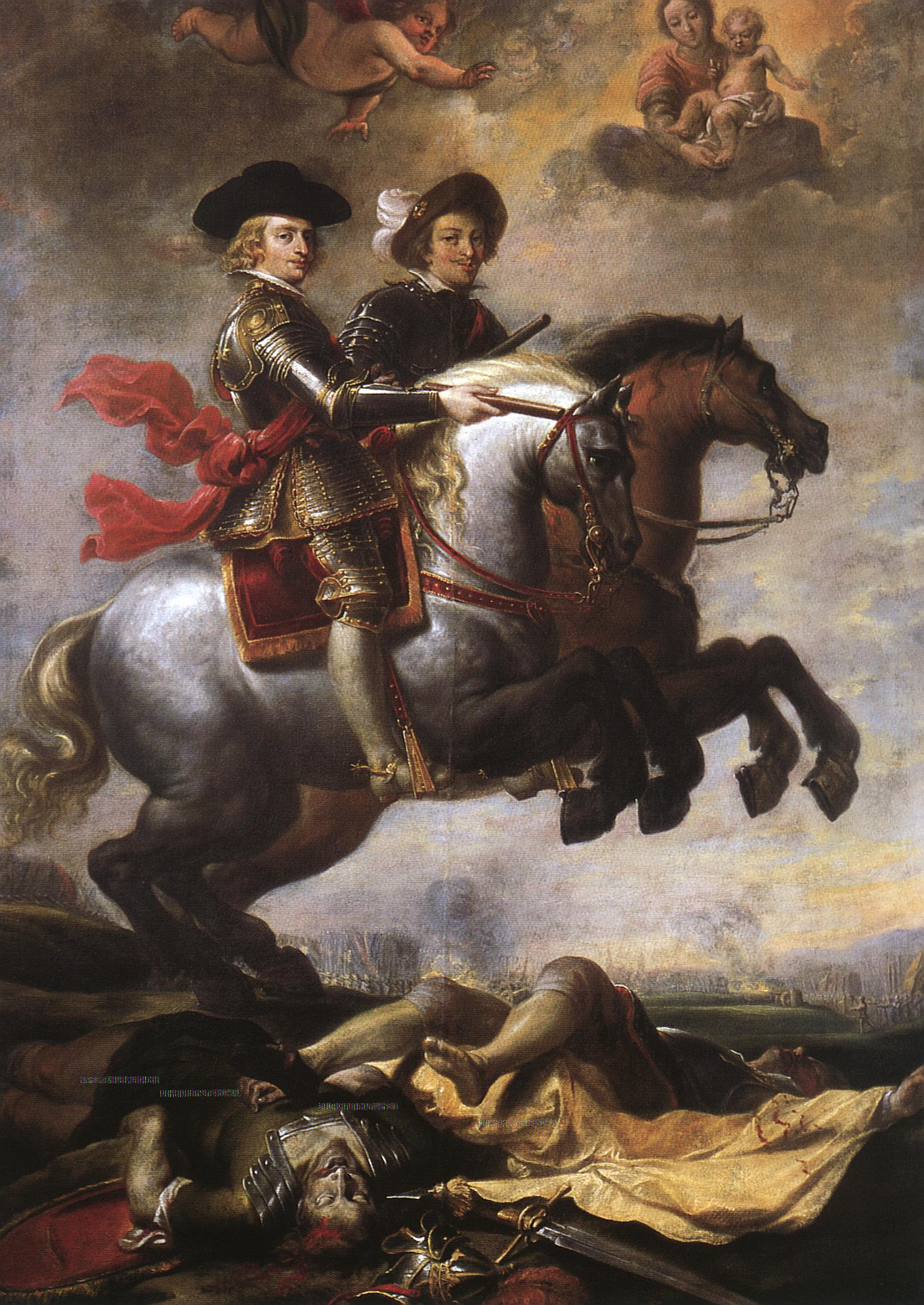
Ferdinand von Spanien und König Ferdinand von Ungarn nach deren Sieg in der Schlacht bei Nördlingen. Gemälde von Cornelis Schut, 1635

Um 8 Uhr morgens versuchten die Dragoner-Regimenter Taupadel und Cratz auf dem linken schwedischen Flügel die ihnen beim Dorf Herkheim 1 km entfernt gegenüber stehende bayerische Kavallerie unter Kommando von Werth und Billehe zu umreiten und in der Flanke anzugreifen. Das Manöver misslang und es entspann sich ein Kavalleriegefecht mit zunächst wechselnden Erfolgen, bei dem der bayerische Kommandeur Billehe getötet wurde. Als aber General Gallas zwei kaiserliche Kürassierregimenter zur Verstärkung schickte, wurde die gesamte schwedische Kavallerie ca. 1 km weit südlich bis zum Ländle und zu den nach Süden abfallenden Hängen von Lachberg und Heselwald zurückgedrängt. Als die dort postierten schwedischen Musketiereinheiten die zurückweichende schwedische Kavallerie unterstützen wollten, wurden viele der Soldaten von den kaiserlichen Kürassieren niedergemacht.
Während des starken Gegenangriffs der kaiserlich-bayerischen Kavallerie hatten auch Kämpfe der Infanterie auf der Ebene nördlich zwischen Heselberg und Herkheim begonnen. Dorthin hatte Herzog Bernhard Infanterieeinheiten beordert, um gegen die kaiserlichen Stellungen bei Herkheim vorzugehen. Auch dort wurde der schwedische Angriff zum Stehen gebracht und die zahlenmäßig überlegene kaiserliche Kavallerie begann die Schweden zurückzutreiben. Herzog Bernhard war nun gezwungen, sich mit allen Infanterie-Einheiten in die Ausgangsstellungen am Fuße des Heselberges zurückzuziehen, um dort unter dem Schutz der Artillerie auf Lachberg und Ländle die linke Flanke der Truppen von Feldmarschall Horn zu schützen, die noch bis 12 Uhr ihre vergeblichen Angriffe auf dem Albuch fortsetzten.
Nachdem sich auch die schwedische Kavallerie am Fuße des Heselberges wieder formiert hatte, fasste Herzog Bernhard den Plan, mit der Kavallerie über einen schmalen, von Moor umgebenen Pass zwischen Heselberg und Lachberg erneut gegen die kaiserlichen Stellungen bei Herkheim vorzurücken. Der Pass war aber ohne sein Wissen durch das kaiserliche Dragonerregiment unter Oberst Butler besetzt worden. Erste Versuche der schwedischen Reiterei, den Pass zu nutzen, wurden abgewehrt. Um den Pass halten zu können, forderte Butler sofort Verstärkung an, die er auch unverzüglich erhielt, bestehend aus 500 kroatischen Reitern, 300 Musketieren und fünf Regimentern Kürassieren. Trotzdem unternahm Herzog Bernhard weitere, zunehmend verzweifelte Versuche, den Pass durch seine Reiterei, unterstützt von Musketieren, freizukämpfen. Alle Versuche blieben erfolglos, forderten viele Opfer und schwächten seine Truppen so sehr, dass es nachrückenden bayerischen Fußtruppen sogar gelang, den Lachberg zu erobern und die dort befindlichen schwedischen Geschütze gegen die Schweden selbst einzusetzen. Bereits zu dieser Zeit, während die Truppen von Herzog Bernhard vergeblich versuchten, den Pass zu beherrschen, hatte auf dem rechten Flügel der Schweden der von Feldmarschall Horn mit Herzog Bernhard abgesprochene Rückzug der erschöpften Truppen vom Albuch wie geplant begonnen. Diese kritische Phase nutzten kaiserlich-spanische Regimenter unter Gallas und Leganes sowie Piccolominis Kürassiere, um über die östliche Flanke des von den Schweden bereits verlassenen Albuchs den abziehenden schwedischen Regimentern nachzurücken, während kaiserlich-kroatische Reiterei dem bereits abgezogenen schwedischen Tross in den Rücken fiel.

10–12 Uhr: Angriffe aller kaiserlich-bayerisch-spanischen Truppen (rot) auf beide Flügel der flüchtenden schwedischen Truppen. Ortsnamen Nord: Holheim, Herkheim, Süd: Ederheim, Hürnheim, Bach: Rezenbach

#### Zusammenbruch der Truppen von Herzog Bernhard und Flucht
Auf dem von bayerischen Truppen eroberten Lachberg hatte der dortige Befehlshaber Herzog Karl den beginnenden Rückzug der Truppen von Feldmarschall Horn ebenfalls erkannt. Er beorderte sofort alle verfügbaren Kavallerieregimenter und auch zwei kaiserliche Kürassierregimenter unter Gonzaga zum Angriff auf die schwedischen Brigaden von Herzog Bernhard vor dem Heselwald. Von der westlichen Albuchflanke aus rückten spanische Fußregimenter und Kürassiere unter Serbelloni peletonweise feuernd gegen die Stellungen der schwedischen Infanterie-Regimenter vor, die unter dem Ansturm begannen, die Ordnung zu verlieren. Als dann bayerische Reiterei in die Reihen der Fußregimenter einbrechen konnte, wurde das Leibregiment von Herzog Bernhard fast vollständig vernichtet und die Ordnung brach völlig zusammen. Die schwedischen Infanterietruppen begannen zu flüchten und konnten auch nicht mehr durch Herzog Bernhard, der die Fahne seines Leibregimentes schwenkte, gestoppt werden.
Auch die von der bayerischen Kavallerie permanent attackierte schwedische Reiterei flüchtete nun über die Hänge von Lachberg und Ländle zurück in Richtung Ederheim. Im Rezenbachtal prallte die flüchtende Kavallerie auf die noch in geordnetem Rückzug befindlichen Truppen von Feldmarschall Horn. Trotz einiger Versuche von Horn, die Ordnung aufrechtzuerhalten, entwickelte sich nun eine chaotische Flucht aller schwedischer Truppen. Die zu Fuß Flüchtenden wurden von kroatischen und bayerischen Reitern verfolgt und viele von ihnen wurden getötet und ausgeplündert. Für die berittenen Flüchtenden waren die lange als Verstärkung erwarteten schwedischen Truppen von Rheingraf Otto Ludwig von Salm-Kyrburg-Mörchingen, die nur wenige Kilometer vom Ort der Schlacht entfernt angetroffen wurden, ein rettender Glücksfall.
Auch Herzog Bernhard flüchtete zunächst zu Pferd. Sein Pferd wurde erschossen und er geriet in einen Kampf mit einigen Kroaten, aus dem er von dreien seiner Soldaten befreit wurde. Der Gefangenschaft entging er mit Glück, als ihm ein Offizier aus dem Regiment von Taupadel ein Pferd überließ. Mit Feldmarschall Horn und vielen weiteren Offizieren gerieten insgesamt etwa 4.000 Schweden in Gefangenschaft.

#### Verluste
Die Anzahl der Toten und Verwundeten übertraf alle bisherigen Zahlen in den Schlachten des Krieges. Bei den Schweden belief sich die Anzahl der Toten und Verwundeten – von denen die meisten auch starben – auf 8.000, während auf katholischer Seite die Anzahl 1.200 betrug.
Die materiellen Verluste der Schweden waren enorm. Verloren ging die gesamte Artillerie mit 42 Geschützen, 80 Wagen mit Munition und 180 Zentner Pulver. Auch der gesamte Tross mit 3000 Gepäckwagen, die vollständige Kriegskanzlei und die Kasse gingen verloren.

### Merianstich: Darstellung der Schlachtaufstellung und des Kampfes bei Nördlingen

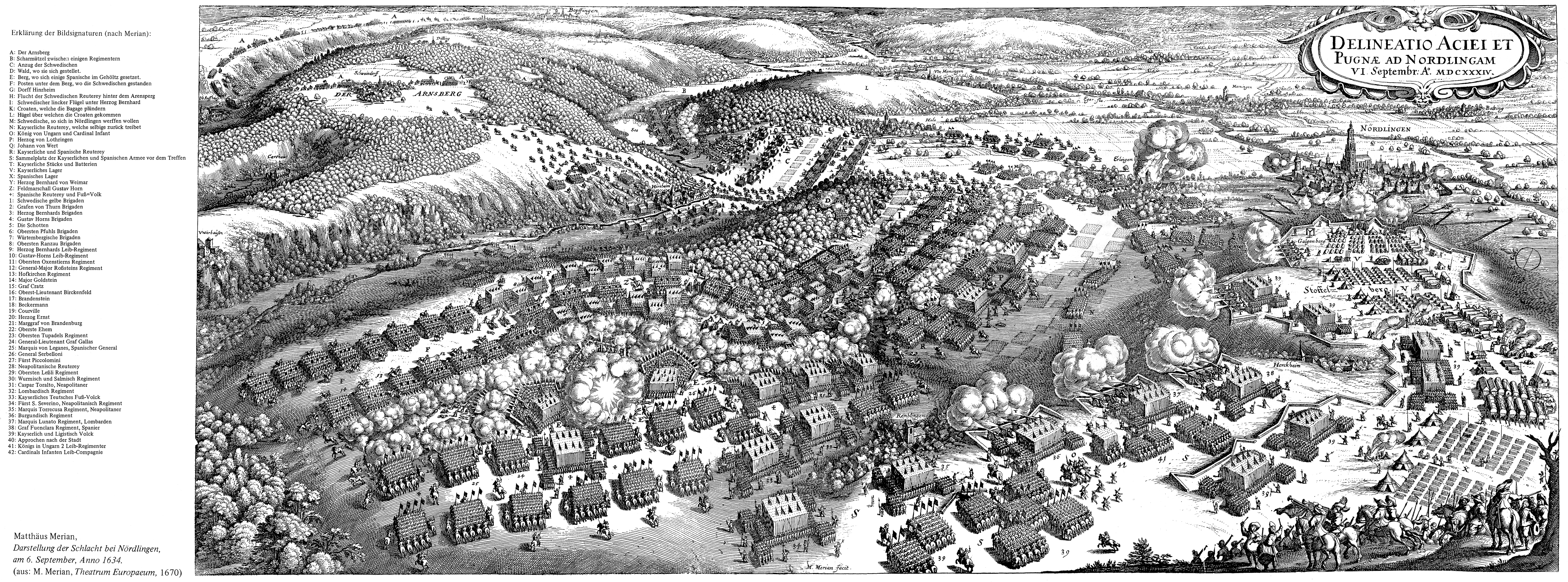
Kupferstich von Matthäus Merian aus dem Theatrum Europaeum 1670.

Legendentext Merianstich
| Symbol | Legenden-Text                                                     | Legendentext (mit Erläuterung) bei                                   |
| ------ | ----------------------------------------------------------------- | -------------------------------------------------------------------- |
| A      | Der Arnsberg                                                      | Der Arnsberg (mit Ohrengipfel)                                       |
| B      | Scharmützel zwischen einigen Regimentern                          | Erstes Scharmützel am 5. September                                   |
| C      | Anzug der Schwedischen                                            | Anzug (Anmarsch) der Schwedischen                                    |
| D      | Wald wo sie sich gestellet                                        | Heselberg bzw. Heselwald                                             |
| E      | Berg wo sich einige Spanische im Gehölz gesetzet                  | Albuch-Hügel (mit Verschanzung)                                      |
| F      | Posten unter dem Berg wo die Schwedischen gestanden               | Rentzenbachtal                                                       |
| G      | Dorff Hirnheim                                                    | Dorff Hirnheim (Fehler im Legendentext, richtig ist: Dorf Edernheim) |
| H      | Flucht der Schwedisch Reutereyen hinter den Arensberg             | Flucht der schwedischen Reuterey                                     |
| I      | Schwedischer lincer Flügel unter Herzog Bernhard                  | linker Flügel der Schweden                                           |
| K      | Croaten, welche die Bagage plündern                               | Croaten                                                              |
| L      | Hügel über den Croaten gekommen                                   | Himmelreich (Anhöhe)                                                 |
| M      | Schwedische so sich in Nördlingen werffen wollen                  | Angabe fehlt                                                         |
| N      | Kayserliche Reuterey welche selbige zurück treibet                | Angabe fehlt                                                         |
| O      | König von Ungarn und Cardinalinfant                               | König von Ungarn und Cardinalinfant                                  |
| P      | Herzog von Lothringen                                             | Herzog von Lothringen                                                |
| Q      | Johann von Wert                                                   | Johann von Werth                                                     |
| R      | Kayserliche und spanische Reuterey                                | Kayserliche und spanische Reuterey                                   |
| S      | Sammelplatz der Kayserlichen und spanischen Armee vor dem Treffen | Angabe fehlt                                                         |
| T      | Kayserliche Stücke und Batterien                                  | Kaiserliche Batterien                                                |
| V      | Kayserliches Lager                                                | Angabe fehlt                                                         |
| X      | Spanisches Lager                                                  | Angabe fehlt                                                         |
| Y      | Herzog Bernhard von Weimar                                        | Herzog Bernhard                                                      |
| Z      | Feldmarschall Gustav Horn                                         | Feld-Marschall Horn                                                  |
| +      | Spanische Reiterei und Fuß=Volk                                   | Angabe fehlt                                                         |
| 1      | Schwedische gelbe Brigaden                                        | Schwedische gelbe Brigaden                                           |
| 2      | Grafen von Thurn Brigaden                                         | Grafen von Thurn Brigaden                                            |
| 3      | Herzog Bernhards Brigaden                                         | Herzog Bernhards Brigaden                                            |
| 4      | Gustav Horns Brigaden                                             | Gustav Horns Brigaden                                                |
| 5      | Die Schotten                                                      | Die Schotten                                                         |
| 6      | Obersten Pfuhls Brigaden                                          | Obersten Pfuhls Brigaden                                             |
| 7      | Württembergische Brigaden                                         | Württembergische Brigaden                                            |
| 8      | Obersten Ranzau Brigaden                                          | Oberst Ranzau Brigaden                                               |
| 9      | Herzog Bernhards Leib-Regiment                                    | Herzog Bernhards Leib-Regiment                                       |
| 10     | Gustav-Horns Leibregiment                                         | Gustav Horns Leib-Regiment                                           |
| 11     | Oberst Oxenstierns Regiment                                       | Oberst Oxenstirns Regiment                                           |
| 12     | General-Major Roßteins Regiment                                   | General-Major Roßstein                                               |
| 13     | Hofkirchen Regiment                                               | Hofkirchen                                                           |
| 14     | Major Goldstein                                                   | Major Goldstein                                                      |
| 15     | Graf Cratz                                                        | Graf Cratz                                                           |
| 16     | Oberst-Lieutnant Birckenfeld                                      | Oberst-Lieutnant Birckenfeld                                         |
| 17     | Brandenstein                                                      | Brandenstein                                                         |
| 18     | Beckermann                                                        | Beckermann                                                           |
| 19     | Courville                                                         | Courville                                                            |
| 20     | Herzog Ernst                                                      | Herzog Ernst                                                         |
| 21     | Marggraf von Brandenburg                                          | Marggraf von Brandenburg                                             |
| 22     | Oberst Ehem                                                       | Ehem                                                                 |
| 23     | Obersten Tupadels Regiment                                        | Tupadel                                                              |
| 24     | General-Lieutnant Graf Gallas                                     | Graf Gallas                                                          |
| 25     | Marquis von Leganes Spanischer General                            | Marquis von Leganes                                                  |
| 26     | General Serbelloni                                                | General Serbelloni                                                   |
| 27     | Fürst Piccolomini                                                 | Fürst Piccolomini                                                    |
| 28     | Neapolitanische Reuterey                                          | Neapolitanische Reuterey                                             |
| 29     | Obersten Lesli Regiment                                           | Obersten Lesli Regiment                                              |
| 30     | Wurmisch und Salmisch Regiment                                    | Wurmisch und Salmisch Regiment                                       |
| 31     | Caspar Toralto Neapolitaner                                       | Caspar Toralto Neapolitaner                                          |
| 32     | Lombardisch Regiment                                              | Lombardisch Regiment                                                 |
| 33     | Kayserliches Teutsches Fuß=Volck                                  | Kayserliches Teutsches Fußvolck                                      |
| 34     | Fürst S. Severino, Neapolitanisch Regiment                        | Fürst S. Severino, Neapolitaner                                      |
| 35     | Marquis Torrecusa Regiment Neapolitaner                           | Marquis Torrecusa Regiment Neapolitaner                              |
| 36     | Burgundisch Regiment                                              | Burgunder                                                            |
| 37     | Marquis Lunato Regiment, Lombarden                                | Marquis Lunato Lombarden                                             |
| 38     | Graf Fuenclara Regiment, Spanier                                  | Graf Fuenclara, Spanier                                              |
| 39     | Kayserlich und Ligistisch Volck                                   | Kayserlich und Ligistisch Volck                                      |
| 40     | Approchen nach der Stadt                                          | Approchen nach der Stadt (Nördlingen)                                |
| 41     | Königs in Ungarn 2 Leib-Regimenter                                | König in Ungarn Leib-Regimenter                                      |
| 42     | Cardinal Infanten Compagnie                                       | Cardinals-Infanten Leib-Compagnie                                    |

### Gründe und Spekulationen über die Niederlage der Schweden

#### Divergierende Interessen und Demoralisierungen im Vorfeld der Schlacht
- So, wie der schweren Niederlage der katholischen Seite in der Schlacht bei Breitenfeld die Entlassung von Wallenstein wegen divergierender Interessen der katholischen Fürsten vorausgegangen war, so war der schweren Niederlage der protestantischen Seite in der Schlacht bei Nördlingen die Zersplitterung („Verländerung“) der schwedischen Armee in ein halbes Dutzend Besatzungsarmeen mit divergierenden Interessen ihrer Befehlshaber vorausgegangen. Der Heilbronner Bund, der die Schweden mit den protestantischen Reichsfürsten schlagkräftig zusammenbringen sollte, war ein Torso geblieben.[14]
- Die beiden Befehlshaber auf protestantischer Seite, Herzog Bernhard und Feldmarschall Horn, waren sich nur selten einig.[15] Dagegen stand ihnen auf katholischer Seite nach der Ermordung von Wallenstein mit Erzherzog Ferdinand, König von Ungarn, ein Oberbefehlshaber gegenüber, dem es gelungen war, nicht nur die bayerisch dominierte Katholische Liga mit dem kaiserlichen Heer zu einem schlagkräftigen Gesamtheer zu vereinen, sondern auch Spanien und seinen Cousin, den spanischen Kardinalinfanten Ferdinand von Spanien, zu einer direkten Intervention in den Reichskrieg zu veranlassen. Planung und Durchführung des gemeinsamen Feldzugs mit drei Heeren waren ein Novum und Erzherzog Ferdinand hatte damit etwas auf den Weg gebracht, was Wallenstein nie erreicht hatte oder nie wollte.[14]
- Die katholische Seite mit Erzherzog Ferdinand hatte die Feuerprobe des neuen Bündnisses am 26. Juli 1634 mit der Rückeroberung von Regensburg glanzvoll bestanden. Der anschließende schnelle Weitermarsch der katholischen Truppen nach Württemberg und die dort vollzogene Vereinigung mit dem spanischen Heer in einer Region, die die Schweden als ihre sichere Rückzugsregion ansahen, überraschte und demoralisierte die Schweden. Die katholische Seite hatte militärisch sehr erfolgreiche Wochen hinter sich, während die beiden schwedischen Feldherren nach dem misslungenen Entsatz von Regensburg und dem verlustreichen Rückmarsch bei ihrer Ankunft in Augsburg auf Verstärkungen angewiesen waren, die dann nur langsam oder gar nicht eintrafen. Ab dem 18. August waren die erschöpften schwedischen Heere mit der Belagerung von Nördlingen konfrontiert, einer Stadt, der Herzog Bernhard Schutz versprochen hatte und der er deshalb verpflichtet war.[16] Da die schwedischen Versuche, die Stadt zu entsetzen, keinen durchschlagenden Erfolg hatten, bot der Versuch, eine große Schlacht zu beginnen, einen Ausweg, den Herzog Bernhard zu gehen bereit war, auch wenn es Nachrichten gab, die ihn hätten zweifeln lassen müssen.

#### Zweifelhafte und verfehlte strategische Planungen im Vorfeld der Schlacht
- Die üblichen Charakterisierungen von Feldmarschall Gustaf Horn als dem vorsichtigen Strategen und von Herzog Bernhard von Sachsen-Weimar als dem impulsiven Draufgänger können den Ablauf der Schlacht nicht erklären. Ob der von Herzog Bernhard vorgeschlagene frühzeitige Angriff noch vor dem Eintreffen der spanischen Armee Erfolg gehabt hätte, bleibt spekulativ, zumal das schwedische Heer nach dem Rückmarsch von Regensburg schwer angeschlagen war. Die Siegeschance gegen einen – vor dem Eintreffen des spanischen Heeres – zahlenmäßig ähnlich starken Gegner wäre größer gewesen, zumal sich in der Schlacht zeigte, dass nach dem ersten Erfolg das Eingreifen der spanischen Truppen in den Kampf um die Albuch-Schanzen den Ausschlag für das Misslingen aller weiteren schwedischen Angriffe gab.[17]
- Nachdem der Entschluss gefallen war, eine Schlacht zu beginnen, wäre die von Horn und Herzog Bernhard erwogene Defensivstrategie mit einer defensiven Anfangsphase des Abwartens, Beobachtens und Bedrohens mit hoher Wahrscheinlichkeit erfolgreich gewesen. Die Versorgungsprobleme der großen kaiserlich-spanisch-bayerischen Armee hätten den Abzug zumindest des spanischen Heeres nach 10 Tagen erzwungen und während dieser Zeit wären die erwarteten schwedischen Verstärkungen eingetroffen.[17]

#### Strategische Fehler und Missgeschicke während der Schlacht
- Ein frühzeitiger Angriff auf den noch unbefestigten Albuch am ersten Tag der Schlacht wurde versäumt, weil die Truppen von Horn wegen der eingetretenen Unordnung beim misslungenen Anmarsch nicht vor Mitternacht eintrafen.
- Auf sich allein gestellt verfolgte Herzog Bernhard am ersten Tag der Schlacht eine unerwartet erfolgreiche Angriffsstrategie, die es nach dem späten Eintreffen der Truppen von Horn nicht mehr opportun erscheinen ließ, die ursprünglich ins Auge gefasste Defensivstrategie zu verfolgen. Die Ursache dieser Fehlentscheidung war neben der Unterschätzung der Wirksamkeit der von spanischen Fachleuten in kurzer Zeit errichteten Befestigungsanlagen auf dem Albuch in allererster Linie die trotz vorliegender Informationen massive Unterschätzung der sehr großen zahlenmäßigen Überlegenheit der katholischen Seite. Die Überzahl und die gute Übersicht von Matthias Gallas als dem militärischen Oberbefehlshaber der katholischen Seite führten dazu, dass jederzeit nach Bedarf kaiserliche, bayerische oder spanische Truppen aus den Reserven in gefährdete Kampfabschnitte geschickt werden konnten, um dort die Oberhand zu gewinnen.
- Der verfrühte, auf einem Missverständnis beruhende erste Angriff des Leibregiments von Feldmarschall Horn auf den Albuch führte zu Verzögerungen und Verlusten.
- Nach der beim ersten Angriff trotzdem gelungenen Eroberung der mittleren Albuch-Schanze fehlte die Unterstützung der Kavallerie, um die Schanze gegen kaiserliche Kavallerieangriffe zu halten. Dieser strategische Fehler wurde verstärkt durch das Missgeschick einer Pulverexplosion in der Schanze, die zu einer chaotischen Flucht bei den schwedischen Eroberern der Schanze führte. So wurde es spanischen Truppen ermöglicht, die verlassene Schanze schnell wieder mit erfahrenen Truppen zu besetzen.
- Als nach dem Scheitern aller schwedischen Angriffe auf den Albuch bei Feldmarschall Horn der Entschluss zum Rückzug gefallen war, gab es unzureichende Absprachen zwischen beiden Befehlshabern zum zeitlichen Ablauf und zum Ausmaß der verabredeten Deckungsmaßnahmen während dieser kritischen Phase. Noch beim Beginn des Abzugs der Horn-Truppen unternahm Herzog Bernhard sinnlose Versuche, in strategisch und topographisch ungünstiger Lage um jeden Preis einen Durchbruch in die kaiserlichen Stellungen bei Herkheim zu erzielen, anstatt die eigenen Stellungen vor dem Heselwald zu besetzen und damit Horns linke Flanke zu sichern.[17] "Es ist kaum erklärbar, mit welchem Heldenmut oder auch Leichtsinn sich Herzog Bernhard auf die kaiserlichen Truppen stürzte".[14]

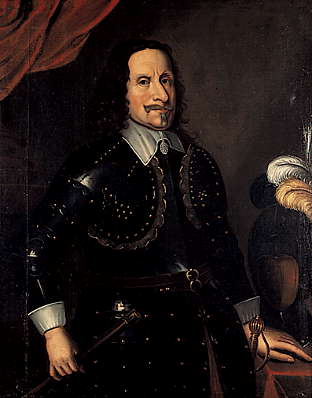
Gustaf Horn
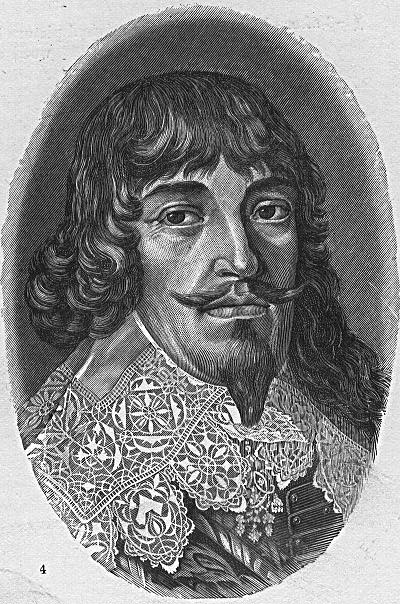
Bernhard von Sachsen-Weimar
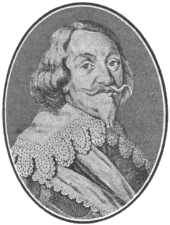
Matthias Gallas
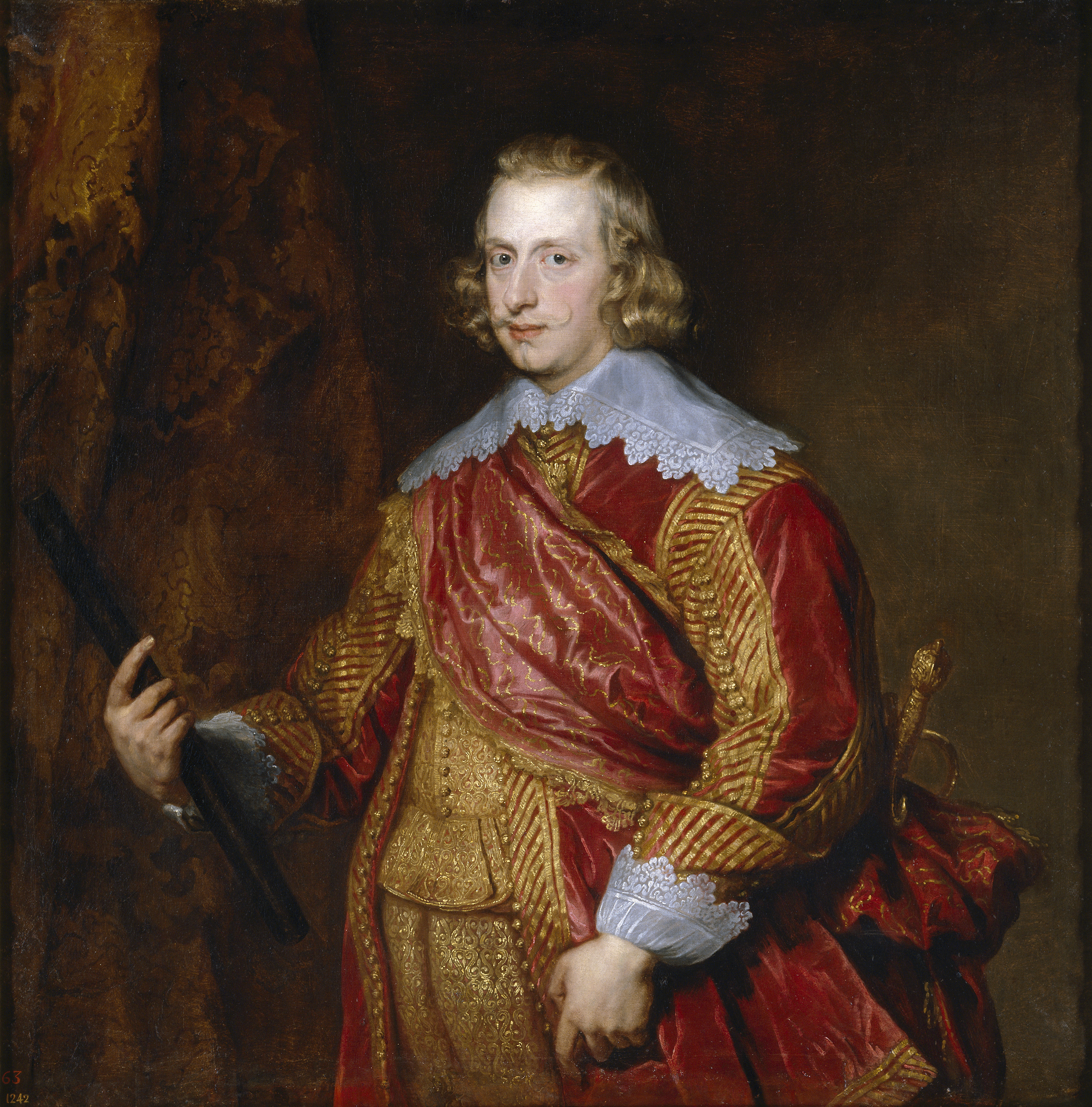
Ferdinand von Spanien
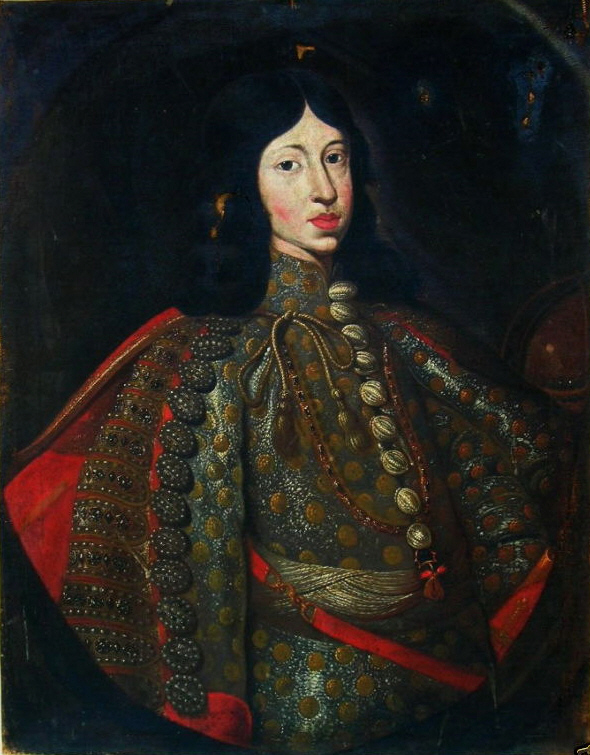
Ferdinand von Ungarn
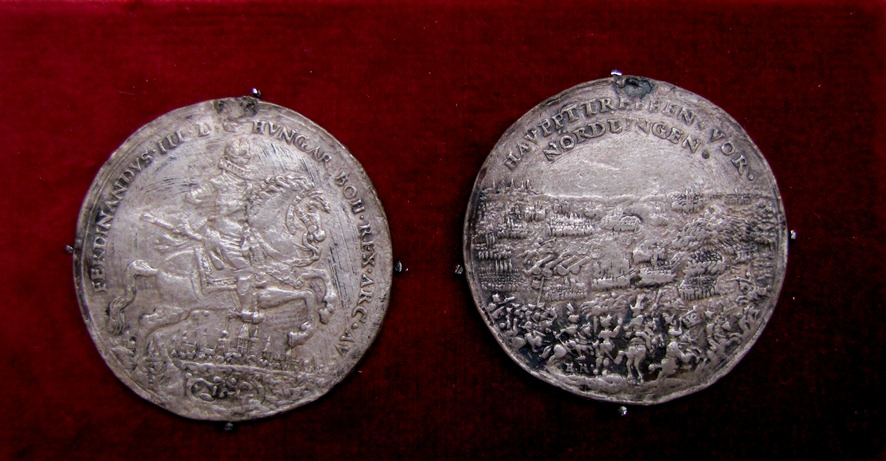
Medaille zur Schlacht bei Nördlingen, Heeresgeschichtliches Museum, Wien.

## Folgen der Niederlage der Schweden
Die schwedische Niederlage bei Nördlingen hatte Auswirkungen, die weit über die Auswirkungen vorangegangener Schlachten des Krieges hinausgingen. Als unmittelbare Folge der Niederlage kamen die drei Reichskreise Schwäbischer Kreis, Fränkischer Kreis und Bayerischer Reichskreis sowie große Teile des Österreichischen Reichskreises und außerdem mehr als 40 Reichsstädte und fünf Festungen durch nachfolgende Eroberungen oder Kapitulationen wieder unter kaiserlich-bayerische Kontrolle.
Mit Ausnahme der Höhenfestungen Hohentwiel, Hohenurach und Hohenasperg wurden zunächst die Stadt Nördlingen und dann auch alle anderen Städte, einschließlich Stuttgart und Heilbronn, schnell eingenommen. Einzig Schorndorf konnte sich unter dem schwedischen Oberst Taupadel bis zum 15. Dez 1634 halten. Auch das seit zwei Jahren von den Schweden mit Krieg überzogene Oberschwaben kam innerhalb kurzer Zeit wieder unter kaiserliche Gewalt.
Im Herzogtum Württemberg – dem damaligen Altwürttemberg – war die ländliche Bevölkerung besonders betroffen, denn dieses Territorium war nach dem Abzug des spanischen Heeres als Winterquartier für die kaiserlich-bayerischen Truppen ausersehen. Herzog Eberhard III. war mit dem Hofstaat ins Exil nach Straßburg geflohen, ebenso Herzog Julius Friedrich aus der Seitenlinie Württemberg-Weiltingen. Das Land war schutzlos den umherziehenden Soldaten ausgeliefert. Ganze Landstriche – besonders die Schwäbische Alb – wurden geplündert und verwüstet. Nachdem Kaiser Ferdinand II. vom Sieg seiner Truppen erfahren hatte, verschenkte er große Gebiete von Württemberg an Verwandte und Günstlinge. Die Klöster wurden entsprechend dem Restitutionsedikt wieder mit Mönchen besetzt und rekatholisiert. Erst im Westfälischen Frieden wurde der Herzog von Württemberg wieder in all seine Rechte eingesetzt.
Eine weitere folgenreiche Maßnahme war die Auflösung des fränkischen Herzogtums, das von König Gustav Adolf im November 1631 aus den Territorien der beiden Hochstifte Würzburg und Bamberg gebildet worden und nach dem Tod des Königs in das Herzogtum Franken des Bernhard von Sachsen-Weimar übergegangen war.
In Folge der Niederlage verlor Schweden mit dem lutherischen Kurfürsten Johann Georg I. von Kursachsen seinen bedeutendsten Bündnispartner. Der Kurfürst schloss im Mai 1635 mit dem katholischen Kaiser Ferdinand II. den Prager Frieden, in dem die Hofburg den Protestanten die Aussetzung des Restitutionsedikts für vierzig Jahre zusicherte.
Innerhalb weniger Monate folgten viele protestantische Reichsstände und auch die wichtigen Reichsstädte Augsburg (nach Belagerung und Kapitulation), Nürnberg, Frankfurt und Memmingen. Um seinen angeschlagenen Bundesgenossen zu entlasten, trat im September 1635 schließlich das katholische Frankreich in den Krieg ein. Zuvor hatten die Franzosen die Schweden lediglich mit geldlichen Mitteln unterstützt, nicht aber militärisch. Mit dem Schwedisch-Französischen Krieg begann für Deutschland das blutigste Kapitel des Dreißigjährigen Krieges.

## Denkmale

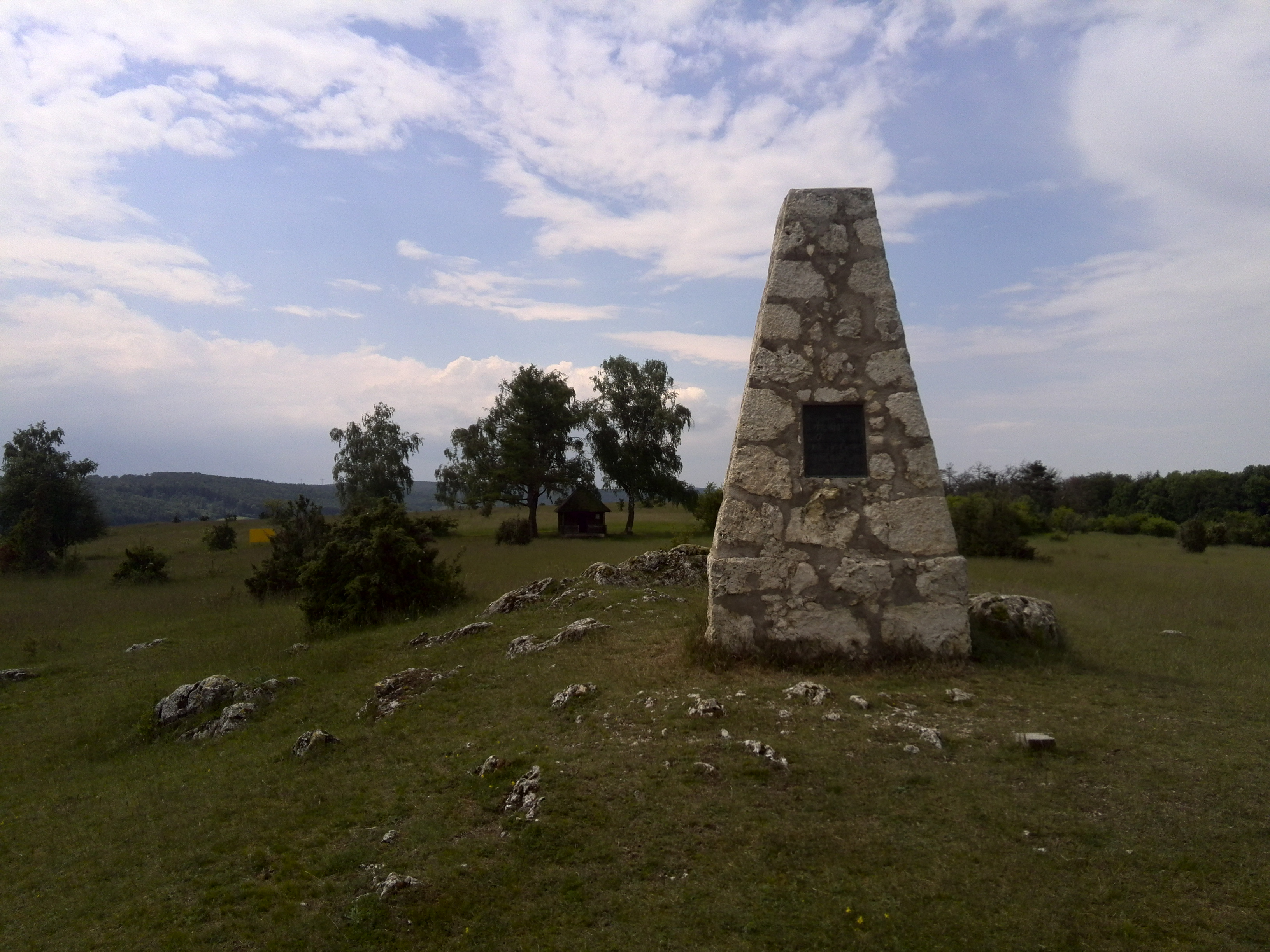
Gedenkstein auf dem Albuch-Hügel, im Hintergrund die Otto-Rehlen-Hütte

Seit seiner Errichtung im Jahre 1896 erinnert ein Gedenkstein auf dem Albuch-Hügel an die Schlacht. Er wurde vom Verschönerungsverein Nördlingen (VVN) errichtet und steht nur wenige Meter entfernt von der 1935 erbauten Otto-Rehlen-Hütte (benannt nach dem damaligen Ortsgruppenvorsitzenden des Schwäbischen Albvereins). Am Gedenkstein wurde 2009 eine Nachbildung des Kupferstichs von Matthäus Merian angebracht. Im nahebei gelegenen Schloss Reimlingen sind zwei große Holztafeln aus der damaligen Zeit mit den Namen der wichtigsten Offiziere des kaiserlich-spanischen und bayerischen Heeres an den beiden Seitenwänden des Eingangsraumes angebracht: Hier hatten sich die Befehlshaber vor der Schlacht getroffen.